# Zegarowa (Zegarowe Skały)

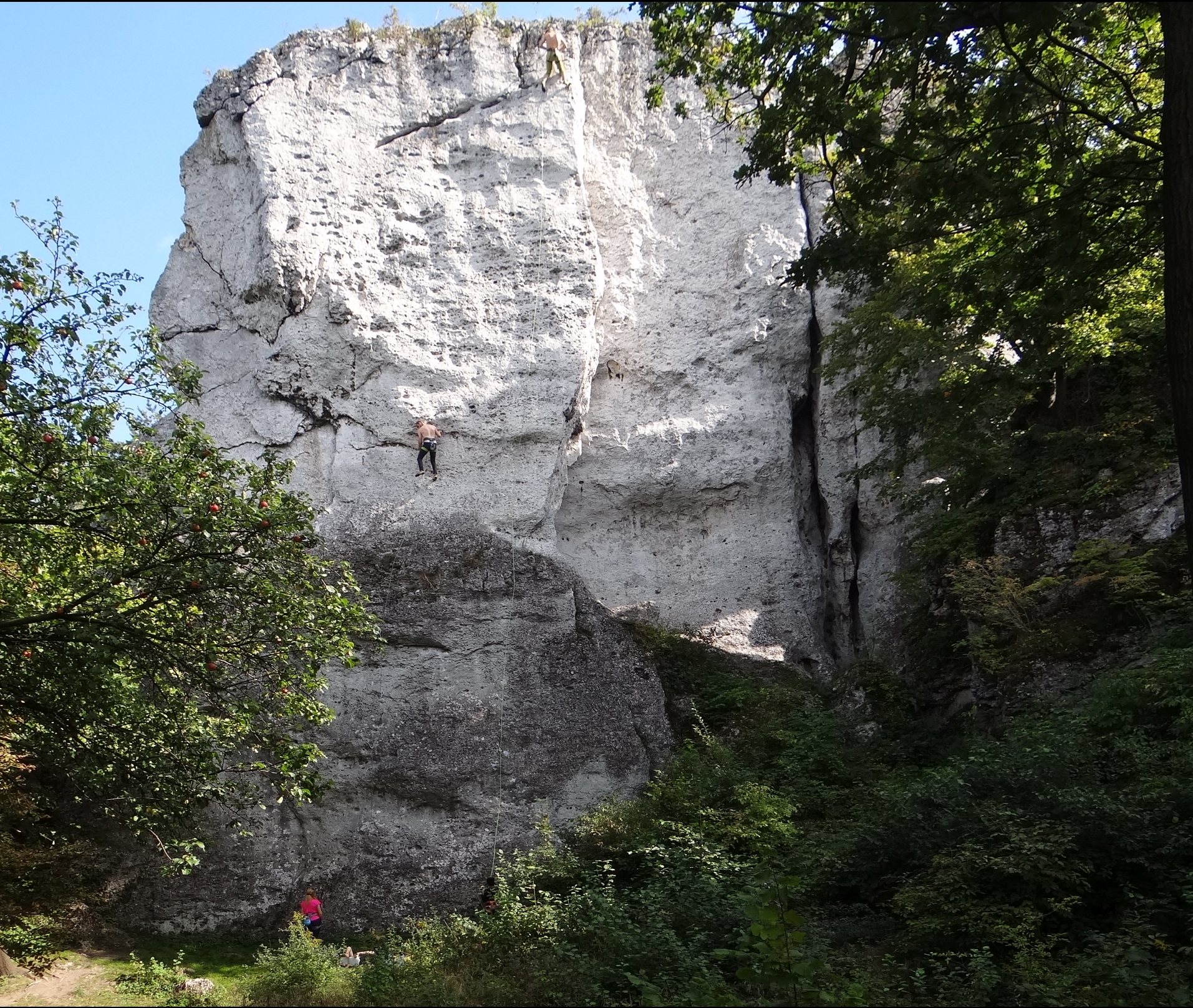
Wspinaczka na Zegarowej

Zegarowa – największa ze skał na szczycie wzniesienia Zegarowe Skały w Dolinie Wodącej na Wyżynie Częstochowskiej. Na portalu wspinaczy skalnych opisana jest jako Zegarowe lub Zegarowa.
Zbudowana z wapienia skała o wysokości około 30 m znajduje się w lesie i progiem skalnym połączona jest z Małą Zegarową. Obydwie skały są obiektem wspinaczki skalnej. Na Zegarowej wspinacze wyróżnili 36 dróg wspinaczkowych o stopniu trudności IV–VI.6+ w skali Kurtyki i długości 12–30 m. Niemal wszystkie posiadają asekurację (ringi, ringi zjazdowe i stanowiska zjazdowe). Ściany wspinaczkowe mają wystawę północno-zachodnią, północną i południowo-wschodnią.
Do skał z Doliny Wodącej prowadzi zielony Szlak Jaskiniowców.